# Музаєв Алік Якович
Алік Якович Музаєв (нар. 20 липня 1978) — український борець вільного стилю, срібний призер чемпіонату Європи, срібний призер Кубку світу, срібний призер чемпіонату світу серед військовослужбовців, учасник Олімпійських ігор. Майстер спорту України міжнародного класу з вільної боротьби.

## Життєпис
Боротьбою почав займатися з 1994 року. У 1996 році завоював срібну медаль чемпіонату Європи серед юніорів. Того ж року став срібним призером чемпіонату світу серед юніорів. Наступного року на світовій юніорській першості досяг такого ж результату. У 1998 році і на чемпіонаті Європи і на чемпіонаті світу серед юніорів опустився сходинкою нижче. Наступного року дебютував у першій збірній України — посів восьме місце на чемпіонаті світу і завоювавши срібну нагороду чемпіонату Європи, що стало його найвищим досягненням у спортивній кар'єрі. У 2000 році виступив на Олімпіаді в Сіднеї. Виграв там дві сутички у польського та австрійського борців і поступився срібному призеру тієї Олімпіади Ий Дже Муну з Південної Кореї. У підсумку посів шосте місце.
Виступав за спортивний клуб СКА Київ. Тренер — Борис Савлохов.

## Спортивні результати на міжнародних змаганнях

### Виступи на Олімпіадах
| Змагання                    | Збірна  | Вагова категорія          | Місце |
| --------------------------- | ------- | ------------------------- | ----- |
| Літні Олімпійські ігри 2000 | Україна | вільна боротьба, до 76 кг | 6     |

### Виступи на Чемпіонатах світу
| Змагання                        | Збірна  | Вагова категорія          | Місце |
| ------------------------------- | ------- | ------------------------- | ----- |
| Чемпіонат світу з боротьби 1999 | Україна | вільна боротьба, до 76 кг | 8     |
| Чемпіонат світу з боротьби 2003 | Україна | вільна боротьба, до 84 кг | 21    |

### Виступи на Чемпіонатах Європи
| Змагання                         | Збірна  | Вагова категорія          | Місце  |
| -------------------------------- | ------- | ------------------------- | ------ |
| Чемпіонат Європи з боротьби 1999 | Україна | вільна боротьба, до 76 кг | Срібло |
| Чемпіонат Європи з боротьби 2001 | Україна | вільна боротьба, до 76 кг | 13     |
| Чемпіонат Європи з боротьби 2004 | Україна | вільна боротьба, до 84 кг | 4      |
| Чемпіонат Європи з боротьби 2007 | Україна | вільна боротьба, до 96 кг | 10     |

### Виступи на Кубках світу
| Змагання                    | Збірна  | Вагова категорія          | Місце  |
| --------------------------- | ------- | ------------------------- | ------ |
| Кубок світу з боротьби 2000 | Україна | вільна боротьба, до 76 кг | 4      |
| Кубок світу з боротьби 2003 | Україна | вільна боротьба, до 84 кг | 6      |
| Кубок світу з боротьби 2005 | Україна | вільна боротьба, до 84 кг | 4      |
| Кубок світу з боротьби 2007 | Україна | вільна боротьба, до 84 кг | Срібло |

### Виступи на інших змаганнях
| Змагання                                                  | Збірна  | Вагова категорія          | Місце  |
| --------------------------------------------------------- | ------- | ------------------------- | ------ |
| Всесвітні ігри військовослужбовців 1999                   | Україна | вільна боротьба, до 76 кг | 4      |
| Чемпіонат світу з боротьби серед військовослужбовців 2001 | Україна | вільна боротьба, до 76 кг | Срібло |

### Виступи на змаганнях молодших вікових груп
| Змагання                                       | Збірна  | Вагова категорія          | Місце  |
| ---------------------------------------------- | ------- | ------------------------- | ------ |
| Чемпіонат Європи з боротьби серед юніорів 1996 | Україна | вільна боротьба, до 74 кг | Срібло |
| Чемпіонат світу з боротьби серед юніорів 1996  | Україна | вільна боротьба, до 74 кг | Срібло |
| Чемпіонат Європи з боротьби серед юніорів 1997 | Україна | вільна боротьба, до 76 кг | 8      |
| Чемпіонат світу з боротьби серед юніорів 1997  | Україна | вільна боротьба, до 76 кг | Срібло |
| Чемпіонат Європи з боротьби серед юніорів 1998 | Україна | вільна боротьба, до 76 кг | Бронза |
| Чемпіонат світу з боротьби серед юніорів 1998  | Україна | вільна боротьба, до 76 кг | Бронза |